# Elena (Veliko Tarnovo)
Elena (en bulgare : Елена) est une ville de Bulgarie située dans la chaîne de montagnes du Grand Balkan (Stara planina).
La ville, qui fait partie de l'oblast de Veliko Tarnovo, est établie à 42 km au sud-est de la ville de Veliko Tarnovo. C'est le centre administratif de la municipalité (obchtina) homonyme Elena.